# The Tankard
The Tankard is het zevende studioalbum van de thrashmetalband Tankard.

## Line Up
Andreas "Gerre" Geremia (Vocalen)

Frank Thorwarth (Bass)

Andy Bulgaropulos (Gitaar)

Olaf Zissel (Drums)

## Inhoud
1. Grave New World – 05:53
2. Minds On The Moon – 03:20
3. The Story Of Mr. Cruel – 04:57
4. Close Encounter – 04:26
5. Poshor Golovar – 05:22
6. Mess In The West – 04:21
7. Atomic Twilight – 04:49
8. Fuck Christmas – 02:47
9. Positive – 04:39
10. Hope? - 03:59